# 臺南市平價住宅
臺南市平價住宅，為省轄市時期的臺南市政府解決貧戶（低收入戶）安置問題，於1967年至1969年間所建的連棟住宅。土地及建物所有權皆屬於市政府。平價住宅共計兩處，分別為安南區的大同平價住宅，和東區的大林平價住宅由於居住環境及衛生不佳、被當地謔稱為「貧民厝」。
921大地震後，這兩處平價住宅經安全鑑定，建議拆除重建，以及居住環境不佳等因素，台南市政府於1999年下令禁止遷入新戶籍，並計畫將其拆除。但因為轉售、轉租、佔用情形嚴重，安置補償費用談不成，且當地民眾找市議員出面，造成拆遷計畫一直延宕。後因2016年高雄美濃地震造成維冠大樓倒塌115死，居民意願轉趨正面，市府亦順勢加速拆遷、並由社會局輔導原住戶搬遷。兩區皆於2017年開始進行拆除作業，目前作為公共設施。

## 大林平價住宅
大林平價住宅，又稱忠孝新村、大林平價國宅、大林國宅，為台南市首個平價住宅。位於台南市東區大福里立德六、七、八路，為三層樓的連棟建築，工程分為兩期，共建有226戶。1968年3月16日落成，時任台灣省主席黃杰到場剪綵。當初一、二樓提供低收入戶資格者免費入住，三樓則是以五萬元購買。921大地震後，有6戶被列為危樓而拆除。2018年拆遷前，約有400人居住於此。
大林平價住宅於2018年1月20日拆除，拆除後規劃為「立德臨時停車場」，可支援未來東側台南鐵路地下化所增設林森車站的停車需求。

## 大同平價住宅
大同平價住宅，又稱大同新村，位於台南市安南區塭南里安昌街，為二層樓的加強磚造連棟建築，共有344戶。每戶室內空間約8坪，陽台及樓梯等空間約2坪。1971年5月29日落成，時任台灣省主席陳大慶到場剪綵。
大同平價住宅於2017年11月25日開始拆除作業，拆除後規劃為公園。